# Vika landskommun
Vika landskommun var en kommun i dåvarande Kopparbergs län (nu Dalarnas län).

## Administrativ historik
Den bildades 1863 i Vika socken i Dalarna.
År 1967 uppgick kommunen i Falu stad och ingår sedan 1971 i Falu kommun.

### Kyrklig tillhörighet
I kyrkligt hänseende tillhörde kommunen Vika församling och Hosjö församling.

## Kommunvapen
Blasonering: I blått fält två korslagda slagor, i övre vinkeln åtföljda av en sexuddig stjärna, allt av guld.
Vapnet antogs 1944.

## Geografi
Vika landskommun omfattade den 1 januari 1952 en areal av 212,80 km², varav 177,90 km² land.

### Tätorter i kommunen 1960
| Tätort           | Folkmängd |
| ---------------- | --------- |
| Korsnäs, del ava | 1 662     |
| Vika kyrkby      | 326       |

Tätortsgraden i kommunen var den 1 november 1960 56,9 procent.

## Politik

### Mandatfördelning i valen 1938-1962
| 11 | 5 | 3 |  | 5 |

| 23 |

| 14 | 11 |

| 23 |

| 5 | 10 | 2 | 4 | 2 | 2 |

| 25 |

| 2 | 13 | 3 | 2 | 5 |

| 24 |

| 3 | 11 | 5 | 2 | 4 |

| 24 |

| 3 | 11 | 2 | 3 | 3 | 3 |

| 24 |

| 3 | 12 | 4 | 3 | 3 |

| 23 |